# هیتلر (فیلم ۱۹۹۶)
هیتلر (انگلیسی: Hitler) یک فیلم در ژانر کمدی به کارگردانی صدیق به زبان مالایالم است که در سال ۱۹۹۶ منتشر شد.